# Guilherme Castilho
Guilherme Castilho Carvalho (Arapoema, 19 settembre 1999) è un calciatore brasiliano, centrocampista del Juárez.

## Caratteristiche tecniche
È un centrocampista centrale.

## Carriera
Cresciuto nel settore giovanile del Mirassol, debutta in prima squadra il 15 aprile 2017 in occasione dell'incontro del Campionato Paulista vinto 3-1 contro il Red Bull Brasil.

## Statistiche
Statistiche aggiornate al 21 giugno 2021.

### Presenze e reti nei club
| Stagione        | Squadra         | Campionato      | Campionato | Campionato | Coppe nazionali | Coppe nazionali | Coppe nazionali | Coppe continentali | Coppe continentali | Coppe continentali | Altre coppe | Altre coppe | Altre coppe | Totale | Totale | Totale |
| Stagione        | Squadra         | Comp            | Pres       | Reti       | Comp            | Pres            | Reti            | Comp               | Pres               | Reti               | Comp        | Pres        | Reti        | Pres   | Reti   |        |
| --------------- | --------------- | --------------- | ---------- | ---------- | --------------- | --------------- | --------------- | ------------------ | ------------------ | ------------------ | ----------- | ----------- | ----------- | ------ | ------ | ------ |
| 2017            | Mirassol        | A1/SP           | 1          | 0          |                 | -               | -               |                    | -                  | -                  |             | -           | -           | 1      | 0      |        |
| 2018            | Mirassol        | A1/SP+D         | 5+6        | 0          |                 | -               | -               |                    | -                  | -                  |             | -           | -           | 11     | 0      |        |
| 2020            | Confiança       | A1/SE+B         | 0+23       | 0+1        |                 | -               | -               |                    | -                  | -                  |             | -           | -           | 23     | 1      |        |
| 2021            | Juventude       | PD/RS+A         | 11+5       | 3+0        | CB              | 2               | 1               |                    | -                  | -                  |             | -           | -           | 18     | 4      |        |
| Totale carriera | Totale carriera | Totale carriera | 51         | 4          |                 | 2               | 1               |                    | -                  | -                  |             | -           | -           | 53     | 4      |        |

## Palmarès

### Club

#### Competizioni statali
- Campionato Mineiro: 2

Atletico Mineiro: 2020, 2022

#### Competizioni nazionali
- Supercoppa del Brasile: 1

Atletico Mineiro: 2022

#### Competizioni regionali
- Copa do Nordeste: 1

Ceará: 2023